# Laurent Pionnier
Laurent Pionnier (* 24. Mai 1982 in Bagnols-sur-Cèze) ist ein ehemaliger französischer Fußballtorhüter.

## Karriere
Pionnier wechselte im Sommer 2002 aus der Jugend zur 1. Mannschaft des HSC Montpellier. Seinen ersten Einsatz in der Ligue 1, der höchsten Spielklasse in Frankreich, bestritt er am 19. Oktober 2002, bei der 1:3-Niederlage gegen den EA Guingamp. Am Ende der Saison 2003/2004 folgte der Abstieg in die Ligue 2. In der Saison 2005/2006 stieg er zum Stammtorhüter auf und sollte diese Funktion bis zum Ende der Spielzeit 2006/2007 innehaben.
Nach einem Trainerwechsel kam Pionnier in der darauffolgenden Spielzeit auf keinen Einsatz in der Liga und wurde anschließend von Januar bis Juni 2008 innerhalb der Ligue 2 an den FC Libourne verliehen. Insgesamt stand er bei dieser Leihe 17-mal für den FC Libourne auf dem Feld. Nach Ablauf der Leihe kehrte er im Sommer 2008 wieder zu Montpellier zurück, weiterhin in der Reservistenrolle.
In der Spielzeit 2008/2009 wurde er mit dem Verein Vizemeister, was die Rückkehr in die Ligue 1 bedeutete. 2012 konnte er mit Montpellier den ersten Meistertitel der Vereinsgeschichte feiern und absolvierte 3 Partien in der Meistersaison. Am 24. Oktober 2012 durfte Pionnier bei der 1:2-Niederlage gegen Olympiakos Piräus zum ersten und einzigen Mal in der UEFA Champions League ran. Im Sommer 2018 beendete Pionnier seine aktive Laufbahn. Neben 151 Ligaeinsätzen konnte er 22 Spiele im Coupe de France und 23 Einsätze im Coupe de la Ligue für Montpellier verbuchen.

## Erfolge
- Aufstieg in die Ligue 1: 2008/2009
- Coupe-de-la-Ligue-Finale: 2010/2011
- Französischer Meister: 2012